# Le indagini di Hailey Dean
Le indagini di Hailey Dean (Hailey Dean Mystery) è una serie televisiva statunitense e canadese, basata sulla serie di romanzi Hailey Dean Mystery di Nancy Greace.

## Trama
Hailey Dean è un ex pubblico ministero che lavora per l'ufficio del procuratore distrettuale. In seguito lascia il suo lavoro per diventare consulente matrimoniale e terapista. È impegnata a collaborare con la polizia di Atlanta per risolvere diverse indagini.

## Cast
- Kellie Martin: nei panni di Hailey Dean, consulente matrimoniale e terapista che lavorava come procuratore per l'ufficio del procuratore distrettuale
- Viv Leacock: nei panni di Fincher Garland, un investigatore e un caro amico di Hailey che la aiuta in vari modi durante tutte le sue indagini
- Giacomo Baessato: come Detective Danny Morgan, un detective della omicidi e amico di Hailey che spesso la lascia partecipare alle sue indagini
- Lucia Walters: Detective Charlene Montgomery (Monty), un detective della omicidi che sostituisce il detective Morgan e diventa anche amico di Hailey
- Matthew MacCaull: dottor Jonas McClellan, un medico legale di recente nomina che inizia una relazione con Hailey
- Emily Holmes: Sabrina Butler, amica di Hailey e collega terapeuta che esercita la professione insieme a Hailey
- Lauren Holly: Paulina D'Orazio, Procuratore Distrettuale

## Episodi
| nº | Titolo originale           | Titolo italiano              | Prima TV USA    | Prima TV Italia   |
| -- | -------------------------- | ---------------------------- | --------------- | ----------------- |
| 1  | Murder, With Love          | Omicidio, con amore          | 23 ottobre 2016 | 7 agosto 2017     |
| 2  | Deadly Estate              | Eredità mortale              | 9 aprile 2017   | 8 agosto 2017     |
| 3  | Dating is Murder           | Appuntamento con l'assassino | 15 ottobre 2017 | 8 settembre 2018  |
| 4  | 2+2=Murder                 | Rivelazioni mortali          | 3 giugno 2018   | 20 maggio 2019    |
| 5  | A Marriage Made for Murder | Una terribile vendetta       | 10 giugno 2018  | 20 maggio 2019    |
| 6  | A Will to Kill             | Un'amara verità              | 17 giugno 2018  | 5 aprile 2020     |
| 7  | Death on Duty              | Semper Fidelis               | 5 maggio 2019   | 20 settembre 2020 |
| 8  | A Prescription for Murder  | L'angelo della morte         | 12 maggio 2019  | 20 settembre 2020 |
| 9  | Killer Sentence            | Sentenza mortale             | 19 maggio 2019  | 15 novembre 2020  |

## Produzione
Gli episodi sono girati nella Columbia Britannica, in Canada.